# Arachis glandulifera
Arachis glandulifera är en ärtväxtart som beskrevs av Stalker. Arachis glandulifera ingår i släktet jordnötter, och familjen ärtväxter. Inga underarter finns listade i Catalogue of Life.